# We Want Moore!
We Want Moore! es el tercer álbum en vivo del guitarrista norirlandés de blues rock y hard rock Gary Moore, publicado en 1984 por el sello Virgin Records. Estuvo por tres semanas consecutivas en los UK Albums Chart del Reino Unido y alcanzó su mayor posición en el puesto 32. Hasta el día de hoy la prensa especializada lo clasifica como uno de los mejores registros en vivo del fallecido músico.
El disco fue grabado durante la gira Victims of the Future Tour, en los siguientes recintos y ciudades:
- 23/06/1984 - Harpo's, Detroit, Estados Unidos (pistas 1,2,3 y 9)
- 29/02/1984 - Nippon Budokan, Tokio, Japón (pista 4)
- 14/02/1984 - Apollo Theatre, Glasgow, Escocia (pistas 5,6,7 y 8)
- 11/02/1984 - Hammersmith Odeon, Londres, Inglaterra (pista 10)
- 27/12/1984 - Ulster Hall, Belfast, Irlanda del Norte (pista 11)

## Lista de canciones
| N.º | Título                                  | Duración |  |
| 1.  | «Murder in the Skies»                   | 5:32     |  |
| 2.  | «Shapes of Things» (cover de Yardbirds) | 8:16     |  |
| 3.  | «Victims of the Future»                 | 8:28     |  |
| 4.  | «Cold Hearted»                          | 10:37    |  |
| 5.  | «End of the World»                      | 4:33     |  |
| 6.  | «Back on the Streets»                   | 5:27     |  |
| 7.  | «So Far Away»                           | 2:41     |  |
| 8.  | «Empty Rooms»                           | 8:28     |  |
| 9.  | «Don't Take Me for a Loser»             | 5:49     |  |
| 10. | «Rockin' and Rollin'»                   | 6:38     |  |

| Pista adicional en remasterización de 2002 |                         |          |  |
| N.º                                        | Título                  | Duración |  |
| 11.                                        | ««Parisienne Walkways»» | 7:04     |  |

## Músicos
- Gary Moore: voz y guitarra líder
- Neil Carter: guitarra rítmica, teclados y coros
- Craig Gruber: bajo y coros
- Ian Paice: batería
- Bobby Chouinard: batería en «Murder in the Skies», «Victims of the Future», «Shapes of Things» y «Don't Take Me for a Loser»
- Jimmy Nail: coros en «Rockin' and Rollin'»